# Alienobostra brocki
Alienobostra brocki är en insektsart som först beskrevs av Hausleithner 1987.  Alienobostra brocki ingår i släktet Alienobostra och familjen Diapheromeridae. Inga underarter finns listade i Catalogue of Life.

## Bildgalleri

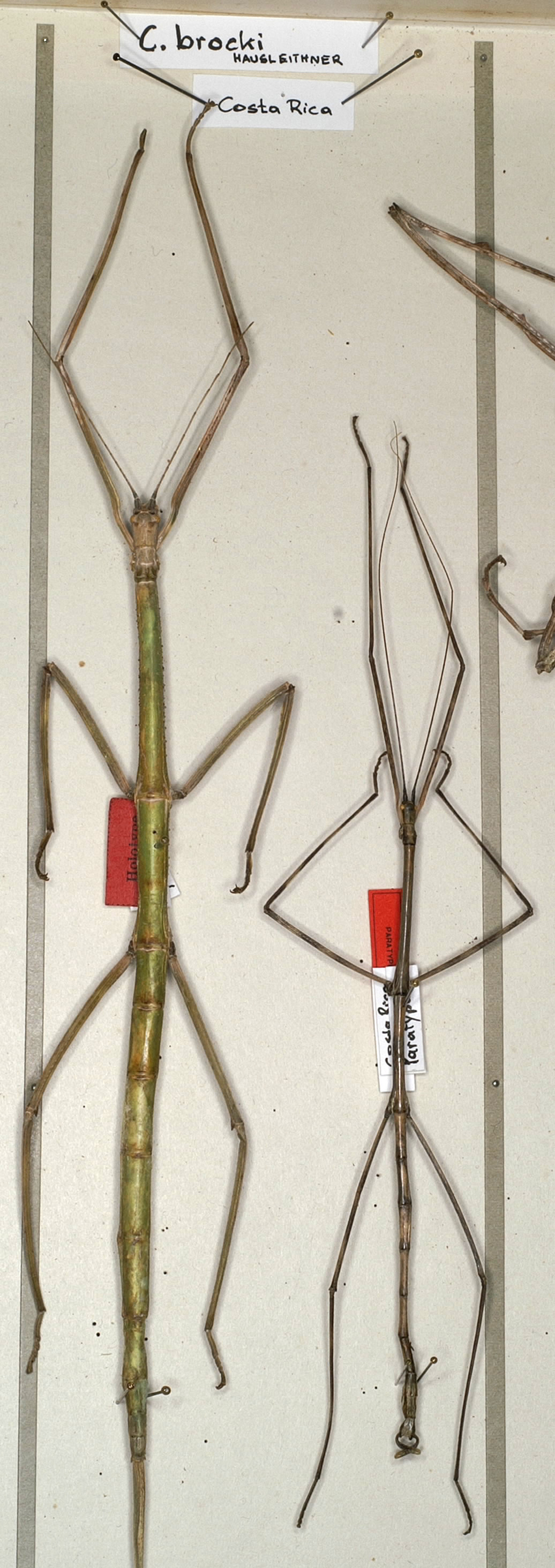